# Dinatri helide
Dinatri helide là một hợp chất vô cơ của natri và khí hiếm heli với công thức hóa học Na2He. Hợp chất này ổn định ở áp suất cao, trên 113 gigapascal (1.120.000 atm). Lần đầu tiên hợp chất được dự đoán bằng cách sử dụng thuật toán dự đoán cấu trúc tinh thể USPEX và sau đó được tổng hợp vào năm 2016.

## Tổng hợp
Na2He được dự đoán là ổn định về mặt nhiệt động học ở áp suất trên 160 GPa và ổn định trên 100 GPa. Điều này có nghĩa là nó có thể hình thành ở áp suất cao hơn và có thể ổn định khi giảm áp suất xuống 100 GPa, nhưng dưới mức đó nó sẽ bị phân hủy. So với các hợp chất nhị phân của các nguyên tố khác và heli, Na2He được dự đoán là ổn định ở áp suất thấp nhất trong số tất cả các hợp chất khí hiếm. Hợp chất kali-heli tương ứng được dự đoán cần áp suất cao hơn nhiều, ở mức vài terapascal.
Hợp chất này được tổng hợp bằng cách đặt các tấm natri cực nhỏ vào một lớp đe kim cương cùng với heli ở áp suất 1600 bar, sau đó nén xuống 130 GPa và làm nóng đến 1.500 K bằng laser. Dinatri helide được dự đoán là chất cách điện và có bề ngoài trong suốt. Ở 200 GPa, các nguyên tử natri có điện tích là +0,599, điện tích của heli là −0,174 và điện tích điểm giữa hai electron gần bằng −0,511. Dinatri helide nóng chảy ở nhiệt độ khoảng 1.500 K, cao hơn nhiều so với nhiệt độ nóng chảy của natri. Khi được giảm áp suất, hợp chất có thể ổn định đến mức áp suất thấp nhất là 113 GPa. Khi áp suất tăng, natri được dự đoán sẽ thu được nhiều điện tích dương hơn, heli mất điện tích âm và mật độ electron tự do tăng lên. Năng lượng được bù lại bằng sự co giãn tương đối của các nguyên tử heli và chỗ trống của các electron.

## Cấu trúc
Dinatri helide có cấu trúc thuộc hệ tinh thể lập phương, giống cấu trúc fluorit. Ở 300 GPa, hằng số mạng của tinh thể là a = 3,95 Å. Cấu trúc mạng tinh thể chứa bốn nguyên tử heli ở tâm của các mặt và góc của khối lập phương, và tám nguyên tử natri ở các vị trí nằm giữa tâm và mỗi góc. Các electron kép (2e-) được đặt trên mỗi cạnh và tâm của mạng tinh thể. Mỗi cặp electron được ghép spin. Sự tồn tại của các electron độc lập này làm cho chúng trở thành điện tích. Các nguyên tử heli không tham gia vào bất kỳ liên kết nào; tuy nhiên, các cặp electron vẫn được coi là liên kết hai electron tám tâm.